# Humaitámyrfågel
Humaitámyrfågel (Myrmelastes humaythae) är en fågel i familjen myrfåglar inom ordningen tättingar.

## Utbredning och systematik
Fågeln förekommer i västra Amazonområdet i Brasilien (österut till Río Madeira), sydvästra Peru (östra Madre de Dios) och  norra Bolivia (Pando).

## Status
IUCN kategoriserar den som livskraftig.

## Namn
Fågelns svenska och vetenskapliga artnamn syftar på kommunen Humaitá i brasilianska Amazonområdet.